# 心理神经免疫学
心理神经免疫学（Psychoneuroimmunology），又称心理内分泌神经免疫学（Psychoendoneuroimmunology），是涉及心理学、神经系统和免疫系统交互影響一门学科。心理神经免疫学是跨領域的學科，相關學科有心理学、神经科学、免疫学、生理学、遗传学、药理学、分子生物学、精神病学、行為醫學、感染、內分泌學及风湿病学。
这学科主要研究中樞神經系統和免疫系統的相互作用，以及心理健康和身体健康的相互影响。心理神经免疫学會研究神經免疫系統的生理学機能，相關疾病（例如自體免疫性疾病、超敏反應、免疫缺陷），以及神經免疫系統其中各部份在試管中、在原始位罝、在活體中的物理、化學及生理學特徵。

## 外部連結
- Psychoneuroimmunology Research Society （页面存档备份，存于）
- Home page of Robert Ader - University of Rochester （页面存档备份，存于）
- Cousins Center for Psychoneuroimmunology （页面存档备份，存于）
- Biochemical Aspects of Anxiety （页面存档备份，存于）
- Peruvian Institute of Psychoneuroimmunology
- Institute for preventive medicine （页面存档备份，存于）, Ljubljana, Slovenia